# キャラクターソングBEST en route
『キャラクターソングBEST en route』（- ベスト アン ルート）は2003年9月26日に発売された日本の声優、女優である桑島法子のアルバムである。

## 概要
桑島法子のキャラクター・ソング・ベストの第2弾。

## 収録曲
1. ドロレスの子守唄
2. 解き放て！
3. Sweet
4. 貝がらの夢
5. 桃天使2003
6. 旅のはじまり
7. 明日は負けないGO!FRIEND！
8. territory
9. Be turned-万難地点-
10. 熱情
11. Anniversary
12. 海から生まれた子供たち
13. 明日の花